# ۵۵۳ (پیش از میلاد)
۵۵۳ (پیش از میلاد) ۵۵۳مین سال قبل از تقویم میلادی است.